# Jacobsenviertel

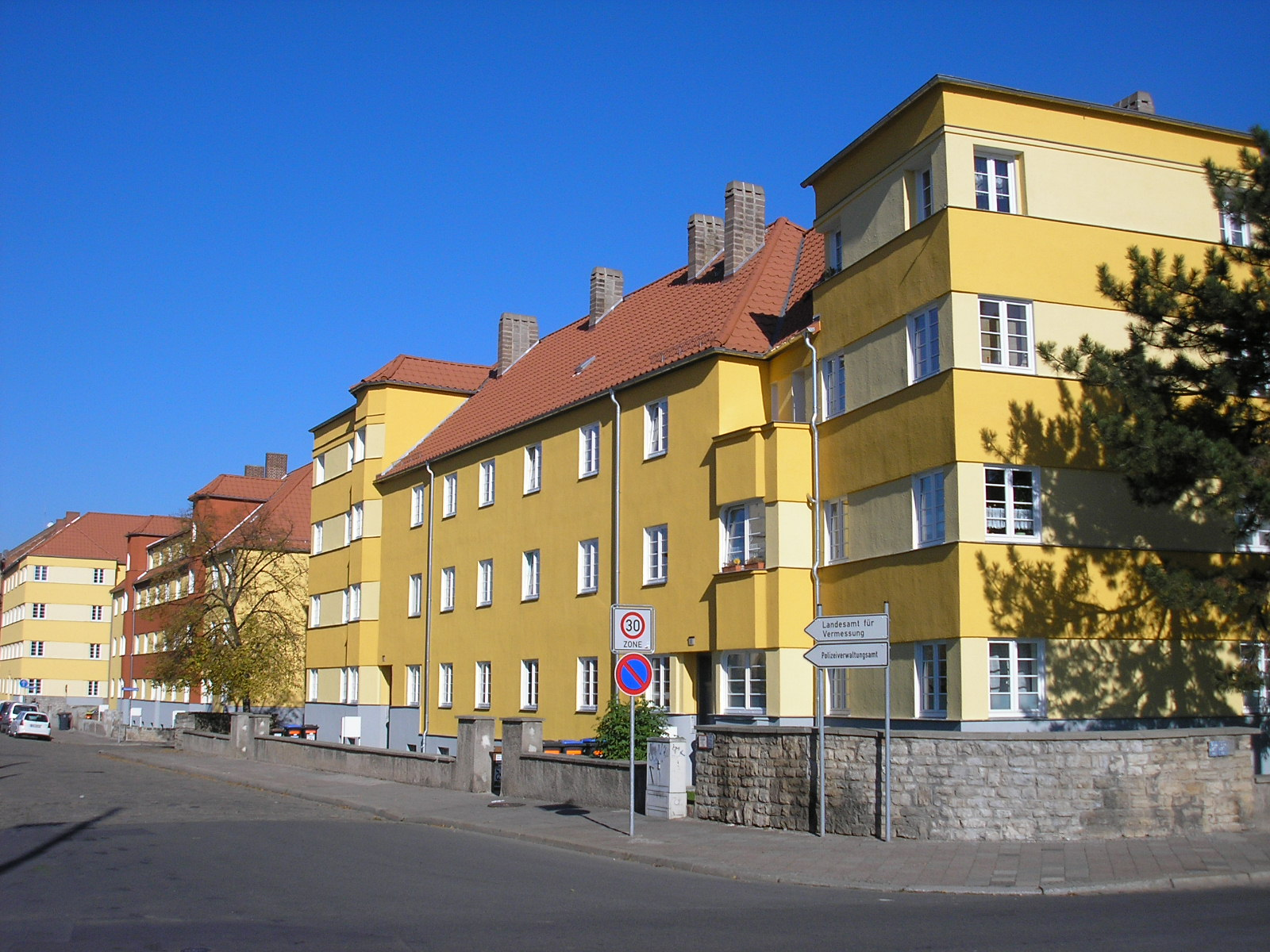
Blick auf das Jacobsenviertel entlang der Hohenwindenstraße

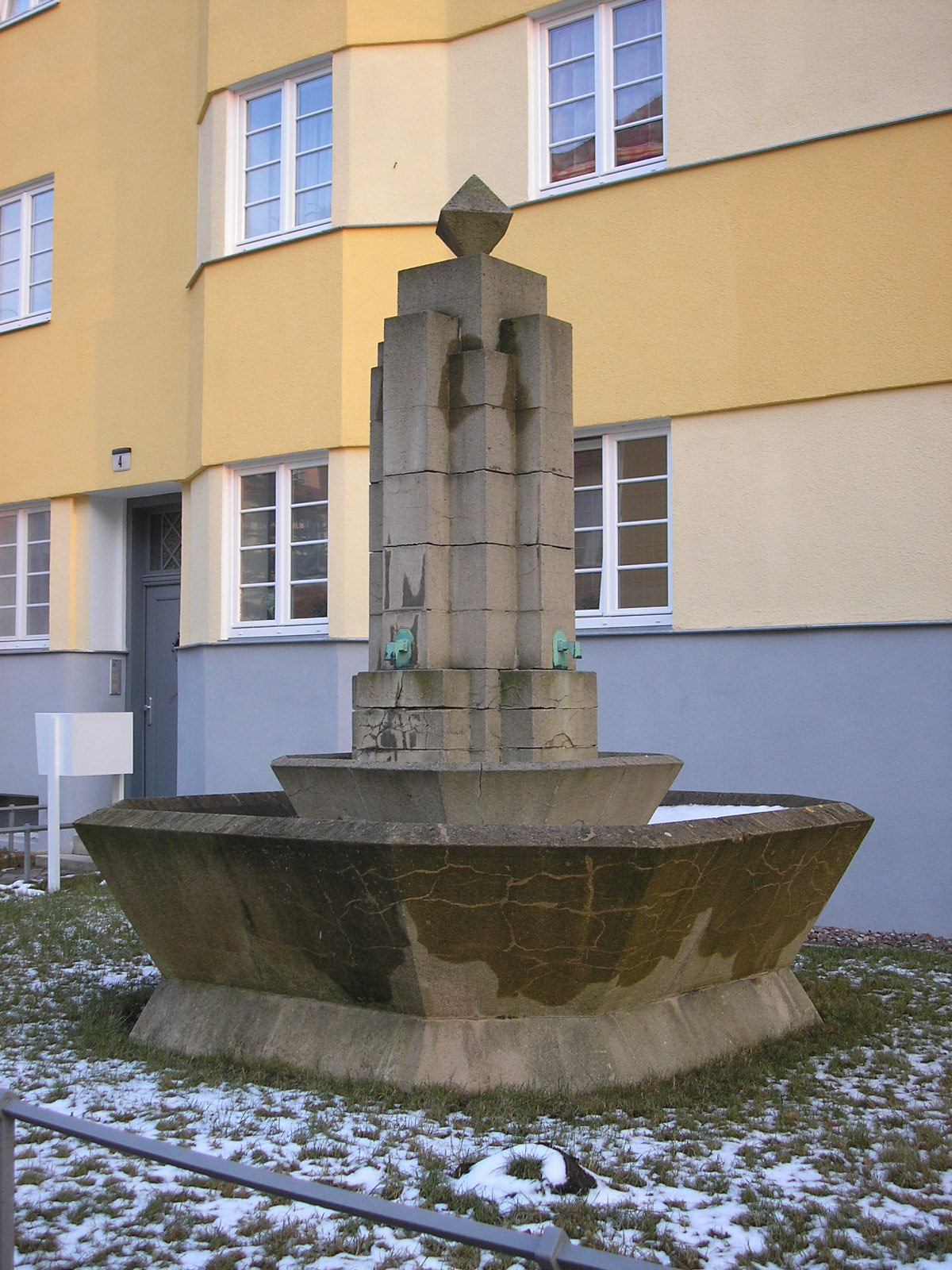
Kubistischer Bösenberg-Brunnen im Jacobsenviertel

Das Jacobsenviertel ist ein Viertel im Norden des Erfurter Stadtteils Ilversgehofen, das zwischen 1925 und 1927 im Stil des Neuen Bauens nach Plänen von Otto Jacobsen errichtet wurde. Es gehört zu den bedeutendsten Anlagen von Kommunalwohnungen der Weimarer Republik in Erfurt, steht unter Denkmalschutz und umfasst etwa 300 Wohnungen.
Das Jacobsenviertel liegt zwischen Salinenstraße, Hohenwindenstraße, Barkhausenstraße und Teichstraße. Es besteht aus einem 120 Meter langen Wohnblock im Norden, vier 40 Meter langen, quer dazu angeordneten kleinen Blocks in der Mitte sowie einem 120 Meter langen und 50 Meter breiten Block mit Innenhof im Süden. Damit wich Jacobsen erstmals in Erfurt von der üblichen Blockrandbebauung ab und stellte Wohnblocks quer zur Straße, wodurch neue Grünflächen und offenere Strukturen entstanden. Dieses Prinzip fand später zu DDR-Zeiten flächendeckend Anwendung.
Das Viertel wird südwestlich direkt von der Bahnstrecke Erfurt-Nordhausen mit dem nahe gelegenen Erfurter Nordbahnhof und nordöstlich von der ehemaligen Maschinenfabrik „Henry Pels“ (VEB Umformtechnik zu DDR-Zeiten) begrenzt.
Der Bau des Viertels wurde von der Wohngemeinschaft Erfurt durchgeführt. Sie wurde vom Hamburger Unternehmer Hermann Bösenberg gegründet. Zu seiner Würdigung entstand 1926 der Bösenberg-Brunnen. Das Jacobsenviertel blieb bis 2005 in Besitz der Kommunalen Wohnungsbaugenossenschaft, die es aufgegeben hatte und abreißen wollte. Jedoch fand sich in Person der Klaron Holding aus Merseburg ein Investor, der die Anlage ankaufte und bis 2007 sanierte.